# Município de Warren (condado de Tuscarawas, Ohio)
O município de Warren (em inglês: Warren Township) é um município localizado no condado de Tuscarawas no estado estadounidense de Ohio. No ano de 2010 tinha uma população de 1.179 habitantes e uma densidade populacional de 20,29 pessoas por km².

## Geografia
O município de Warren encontra-se localizado nas coordenadas 40° 31′ 01″ N, 81° 17′ 34″ O. Segundo a Departamento do Censo dos Estados Unidos, o município tem uma superfície total de 58.1 km², da qual 56,41 km² correspondem a terra firme e (2,91 %) 1,69 km² é água.

## Demografia
Segundo o censo de 2010, tinha 1.179 habitantes residindo no município de Warren. A densidade populacional era de 20,29 hab./km². Dos 1.179 habitantes, o município de Warren estava composto pelo 98,47 % brancos, o 0,59 % eram afroamericanos, o 0,08 % eram amerindios e o 0,85 % eram de uma mistura de raças. Do total da população o 0,76 % eram hispanos ou latinos de qualquer raça.